# ديفيد مانغا
ديفيد مانغا (3 فبراير 1989 بباريس في فرنسا - ) (بالفرنسية: David Manga)‏ هو لاعب كرة قدم فرنسي في مركز الوسط. شارك مع منتخب جمهورية أفريقيا الوسطى لكرة القدم. أما مع النوادي، فقد لعب مع ميونخ 1860 ونادي بارتيزان ونادي تارغو موريش ونادي هبوعيل إيروني كريات شمونة وHapoel Ramat Gan Givatayim F.C. ‏ وآيزنشتات ‏ وTSV 1860 Munich II ‏.

## مسيرته الكروية
لعب ديفيد مانغا خلال مسيرته الاحترافية مع 9 أندية في أربعة عشر موسمًا وسجل خلالها 48 هدفًا ضمن 232 مباراة. حيث فاز في موسمين بالكأس وفي موسم واحد بالدوري.
خاض ديفيد مانغا مسيرته مع آيزنشتات ‏ في موسم 2007–08 لمدة موسم واحد، مشاركًا في 3 مباريات ولم يسجل أي هدف. ثم انتقل إلى TSV 1860 Munich II ‏ في موسم 2008–09 واستمر معه طيلة ثلاثة مواسم، حيث شارك في 73 مباراة سجل خلالها 14 هدفًا. لينتقل بعدها إلى نادي بارتيزان في موسم 2011–12 لمدة موسم واحد، مشاركًا في 9 مباريات سجل خلالها هدفًا واحدًا. ثم انتقل إلى Hapoel Ramat Gan Givatayim F.C. ‏ في موسم 2012–13 لمدة موسم واحد، مشاركًا في 30 مباراة سجل خلالها 10 أهداف. هذا وانتقل لاحقًا إلى نادي هبوعيل إيروني كريات شمونة في موسم 2013–14 واستمر معه طيلة ثلاثة مواسم، مشاركًا في 62 مباراة سجل خلالها 18 هدفًا. ثم انتقل بعدها إلى هبوعيل عسقلان ‏ في موسم 2016–17 ولمدة موسمين، مشاركًا في 26 مباراة سجل خلالها 3 أهداف. ليعود وينتقل من جديد، لكن هذه المرة إلى نادي ليفادياكوس في موسم 2018–19 لمدة موسم واحد، مشاركًا في 6 مباريات ولم يسجل أي هدف.

## وصلات خارجية
- ديفيد مانغا على موقع قاعدة بيانات كرة القدم.إي يو (الإنجليزية)
- ديفيد مانغا على موقع بيانات كرة القدم. دي إي (الألمانية)
- ديفيد مانغا على موقع ناشيونال فوتبول تيمز (الإنجليزية)
- ديفيد مانغا على موقع Soccerway.com (الإنجليزية)
- ديفيد مانغا على موقع عالم كرة القدم.نت (الإنجليزية)